# Casa Palacio de los Condes de Garcíez y Condesa de Montemar
La Casa Palacio de los Condes de Garcíez y Condesa de Montemar, o Casa Grande, es un edificio de la localidad española de Santo Tomé, en la provincia de Jaén. Está incluida en el Catálogo General del Patrimonio Histórico Andaluz.

## Descripción
Se localiza en la plaza de la Iglesia de la localidad jienense de Santo Tomé, en Andalucía. El inmueble, cuya construcción data del siglo XVII, consiste en un potente volumen rectangular, que en su lado derecho integra parte del primer cuerpo de la actual torre-campanario de la iglesia, mientras que en la trasera incluye un patio de amplias proporciones. El espacio interior se organiza en dos plantas y una bodega. Se accede al edificio a través de un zaguán, el cual da paso a una estancia que sirve de distribuidor de las diferentes habitaciones que conforman la planta baja. En el lado izquierdo de esta se encuentra la escalera de acceso al piso superior; presenta doble arcada de medio punto, ligeramente desplazada sobre una robusta columna toscana, que sirve de punto de apoyo central.
La fachada está realizada en mampostería, y aunque a finales del siglo XX aparecía encalada, conservaba la pureza de su trazado original de dos pisos, con vanos regularmente distribuidos. La portada de acceso, descentrada hacia la derecha, se organiza mediante un vano adintelado, compuesto de grandes dovelas, en cuya clave se sitúa un escudo heráldico con los apellidos de los Quesada. Sobre este se encuentra una moldura, a modo de cornisa; encima de ella, y marcando el eje central de la portada, aparece una ventana rectangular, también con cornisa superior. A ambos lados de la puerta de acceso se abren ventanas rectangulares, dos a la izquierda y una a la derecha, a eje con otras idénticas de la planta alta; todas ellas presentan reja de forja de cajón.
El 24 de febrero de 1997 fue incluida con carácter genérico en el Catálogo General del Patrimonio Histórico Andaluz, mediante una resolución publicada el 21 de mayo de 1998 en el Boletín Oficial de la Junta de Andalucía.